# Museo nazionale del pugilato
Il Museo Nazionale del Pugilato è un museo inaugurato il 24 febbraio 2017 a Santa Maria degli Angeli, frazione di Assisi, dedicato al mondo del pugilato italiano.

## Storia
Ideato nel 2004 con il supporto del MIBAC, fu scelta la sede umbra per la disponibilità di notevoli strutture e per la radicata tradizione della noble art della città serafica. Fu allestito nei vecchi fabbricati appartenuti alla Montedison, dove trovano posto anche il Teatro Lyrick ed il Centro Nazionale di Pugilato fin dal 1988.
La Casa del pugilato, gestita dalla Federazione Pugilistica Italiana, progettata per 4 piani è operativa solo su due, che comprendono anche una sezione interattiva. La zona espositiva è permanente, mentre è temporanea quella dedicata a convegni e rassegne. Qui c'è anche un ufficio della EUBC.

## Esposizione
Il museo abbraccia un secolo di storia pugilistica italiana ed internazionale, allestito con tutto ciò che ha a che fare con il mondo dei guantoni, foto, libri, cimeli, divise, appartenuti tra gli altri a Gianfranco Rosi, Agostino Cardamone, Primo Zamparini, Francesco Damiani, Clemente Russo, Angelo Musone ed i fratelli Massimiliano e Alessandro Duran. Si possono ammirare le medaglie olimpiche vinte dai pugili italiani, gli ori di Nino Benvenuti a Roma 1960, Maurizio Stecca a Los Angeles 1984 e Roberto Cammarelle a Pechino 2008. Qui hanno trovato posto la fiaccola olimpica che aprì le Olimpiadi di Roma, un ring di allenamento completo di Punching-ball usati negli anni sessanta.
Il fiore all'occhiello del museo, è rappresentato senz'altro dall'archivio di oltre 40 000 foto e dalla biblioteca comprendente libri, riviste e testi didattici riguardanti la boxe.